# Aleksandr Nikolayevich Kryuchkov
Aleksandr Nikolayevich Kryuchkov (tiếng Nga: Александр Николаевич Крючков; sinh ngày 20 tháng 7 năm 1985) là một cầu thủ bóng đá người Nga. Anh thi đấu cho F.K. Spartak Kostroma.